# نمودار جنگلی

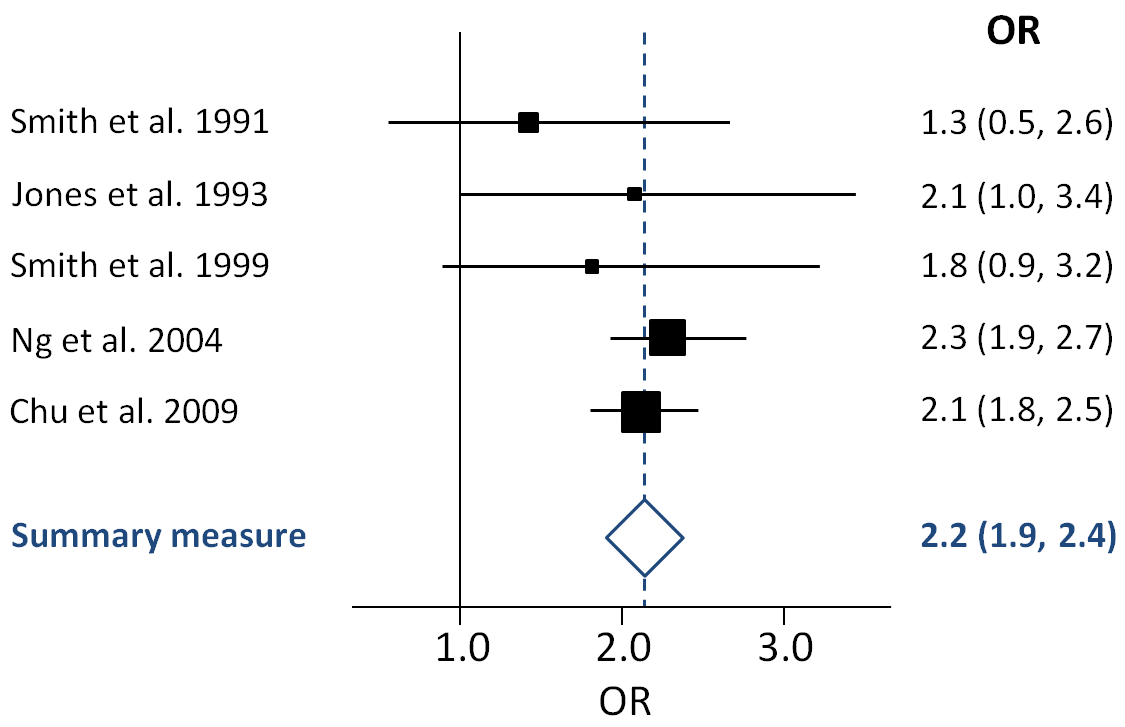
نمونه‌ای از یک نمودار جنگلی از پنج نسبت احتمال (مربع، به نسبت وزنی که در آنالیز به کار رفته است)، با خلاصه اندازه (خط مرکزی الماس)، و بازه‌های اطمینان همراه (نوک‌های جانبی الماس)، و خط عمودی بدون تأثیر. نام مطالعات در سمت چپ و نسبت احتمال و بازه‌های اطمینان در سمت راست قرار دارند.

یک نمودار جنگلی نمایشی گرافیکی است که برای نشان دادن بزرگی نسبی تأثیرات رفتار بر مطالعات علمی کمی چندگانه می‌باشد و به سوالات یکسانی پاسخ می‌دهد. این نمودار برای به‌کارگیری به عنوان ابزاری برای نشان دادن گرافیکی فراتحلیل نتایج آزمایش تصادفی کنترل‌شده در تحقیقات پزشکی ابداع شده‌است. در بیست سال اخیر تکنیک‌های مشابه فراتحلیلی به مطالعات مشاهده‌ای افزوده شده‌اند و نمودارهای جنگلی همچنین در نشان دادن نتایج این مطالعات نیز کاربرد دارند.
اگرچه نمودارهای جنگلی اشکال مختلفی به خود می‌گیرند، اما اغلب دارای دو ستون می‌باشند. ستون سمت راست نام مطالعات را دربر می‌گیرد (بیشتر آزمایش تصادفی کنترل‌شده یا مطالعه همی‌گیرشناسانه)، و معمولاً به ترتیب زمانی از بالا تا پایین مرتب می‌گردد. ستون سمت راست، نمودار اندازه تأثیر (مثلاً نسبت احتمال) برای هر یک از این مطالعات است، که اغلب به وسیله یک مربع نشان داده می‌شود و بازه‌های اطمینان نشان داده شده توسط خطوط افقی را جا می‌دهد. می‌توان با استفاده از نسبت‌های احتمال و سایر مقادیر تأثیر نسبی، این گراف را روی یک مقیاس لگاریتم طبیعی رسم کرد، لذا بازه‌های اطمینان در اطراف میانگین هر یک از مطالعات متقارن است. اندازه فرا تحلیل‌شده تأثیر اغلب با یک خط عمودی بر روی نمودار نمایش داده می‌شود. اندازه فرا تحلیل‌شده تأثیر اغلب با یک الماس نمایش می‌یابد، و نقاط جانبی آن بر بازه‌های اطمینان اشاره دارند.
یک خط عمودی دیگر که هیچ تأثیری را نشان نمی‌دهد نیز در نمودار رسم شده‌است. اگر بازه‌های اطمینان مطالعات منحصربه‌فرد با این خطوط برخورد کنند، این نشان می‌دهد که در سطح مفروضی از اطمینان، اندازه تأثیر آن‌ها با تأثیر هر مطالعه منحصربه‌فرد دیگری اختلافی نخواهد داشت. در اندازه‌گیری تأثیر فرا تحلیل‌شده نیز این چنین برخورد می‌شود: اگر نقاط الماس به خط نبود تأثیر برخورد کنند، نمی‌توان گفت نتایج در سطح مفروضی از اطمینان با نبود تأثیر اختلاف دارند.